# Ben Barnicoat
Ben Barnicoat (ur. 20 grudnia 1996 w Chesterfield) – brytyjski kierowca wyścigowy.

## Życiorys
Po licznych sukcesach w kartingu, Barnicoat rozpoczął karierę w jednomiejscowych samochodach wyścigowych w wieku 17 lat w 2013 roku od startów w pucharze jesiennym Formuły Renault Protyre, gdzie trzykrotnie stawał na podium, a dwukrotnie na jego najwyższym stopniu. Uzbierane 96 punktów pozwoliło mu osiągnąć zwycięstwo w klasyfikacji generalnej. Rok później w głównej serii był trzynasty.
Na sezon 2014 Brytyjczyk podpisał także kontrakt z brytyjską ekipą Fortec Motorsports na starty w Alpejskiej Formule Renault 2.0 oraz w Północnoeuropejskim Pucharze Formuły Renault 2.0. W edycji alpejskiej z dorobkiem 32 punktów został sklasyfikowany na czternastej pozycji w klasyfikacji generalnej. W serii północnoeuropejskiej odniósł dwa zwycięstwa, a pięciokrotnie stawał na podium. Uzbierał łącznie 258 punktów, co wystarczyło do zdobycia tytułu mistrza serii. Podczas rundy na torze Circuit de Jerez Brytyjczyk wystartował gościnnie w Europejskim Pucharze Formuły Renault 2.0.

## Wyniki

### Podsumowanie
| Sezon | Seria                                         | Zespół                     | Wyścigi | Zwycięstwa | PP | NO | Podium | Punkty | Pozycja |
| ----- | --------------------------------------------- | -------------------------- | ------- | ---------- | -- | -- | ------ | ------ | ------- |
| 2013  | Formuła Renault Protyre (puchar jesienny)     | Fortec Motorsports         | 3       | 2          | 3  | 2  | 3      | 96     | 1       |
| 2014  | Północnoeuropejski Puchar Formuły Renault 2.0 | Fortec Motorsports         | 15      | 2          | 1  | 1  | 5      | 258    | 1       |
| 2014  | Alpejska Formuła Renault 2.0                  | Fortec Motorsports         | 6       | 0          | 0  | 0  | 0      | 32     | 14      |
| 2014  | Formuła Renault Protyre                       | Fortec Motorsports         | 3       | 0          | 0  | 0  | 0      | 60     | 13      |
| 2014  | Europejski Puchar Formuły Renault 2.0         | Fortec Motorsports         | 1       | 0          | 0  | 0  | 0      | 0      | NS†     |
| 2015  | Europejski Puchar Formuły Renault 2.0         | Fortec Motorsports         | 17      | 3          | 2  | 1  | 6      | 174    | 4       |
| 2015  | Alpejska Formuła Renault 2.0                  | Fortec Motorsports         | 6       | 1          | 0  | 1  | 2      | 0      | NS†     |
| 2015  | Formuła 4 BRDC (edycja jesienna)              | Fortec Motorsports         | 8       | 3          | 2  | 5  | 6      | 211    | 1       |
| 2016  | Europejska Formuła 3                          | HitechGP                   | 30      | 2          | 0  | 0  | 3      | 134    | 9       |
| 2016  | Blancpain Endurance Series - GT3 Overall      | Belgian Auto Club Team WRT | 1       | 0          | 0  | 0  | 0      | 0      | NS      |

† – Barnicoat nie był zaliczany do klasyfikacji.